# Alexandra Matine
Alexandra Matine, née le 16 janvier 1984 à Paris, est une publicitaire, journaliste et romancière française.

## Carrière
Diplômée de Sciences Po Paris, elle commence sa carrière en écrivant pour OpenDemocracy et Paris Match.
De 2010 à 2013, elle travaille au sein de l’agence de publicité Marcel. Elle se fait remarquer lors de son départ par une lettre de démission musicale.
En 2014, elle rejoint l’agence 72andSunny Amsterdam. Elle dénonce la persistance des stéréotypes de genre dans les campagnes publicitaires et la volonté de féminiser artificiellement les produits, notamment les boissons alcoolisées
,,.
En 2019, elle fait partie des femmes qui dénoncent les affaires de harcèlement dans le secteur de la publicité,.
En 2021, elle publie son premier roman, les Grandes Occasions, dans la collection Les Avrils de Delcourt. Il lui vaut d’être distinguée par dans les « huit auteurs à découvrir en 2021 » par Le Figaro, qui y voit « un bel enfant de Jean-Luc Lagarce et de Camus ».
En 2020, elle s'associe par ailleurs à Simon Cachera et Victor Picon pour lancer un studio d’édition et de production, Human Humans.

## Vie privée
En septembre 2016, elle épouse Simon Cachera à Arles.

## Œuvre
- Les Grandes Occasions[17], Les Avrils, 2021, Le Livre de poche, 2023.
- La Pire Amie du monde, Les Avrils, 2023., Le Livre de poche, 2024.